# Luigi Chiatti
Luigi Chiatti (27 februari 1968) is de naam die adoptieouders gaven aan een Italiaanse seriemoordenaar die geboren werd als Antonio Rossi. De tweevoudig kindermoordenaar staat ook bekend als het Monster van Foligno.
Chiatti werd op 8 augustus 1993 opgepakt voor de moord op Lorenzo Paolucci (13). Bij verhoren bekende hij naast Paolucci ook Simone Allegretti (4) vermoord te hebben.
Chiatti zit een gevangenisstraf van dertig jaar uit in de gevangenis in Spoleto.

## Slachtoffers
- Simone Allegretti (4) verdween op 4 oktober 1992 uit zijn huis. Nadat er enkele dagen naar het kind werd gezocht, werd er in een telefooncel een briefje gevonden. In het met 'het monster' ondertekende tekstje stond een bekentenis voor de moord op Allegretti en waar zijn lijkje gevonden kon worden. Zijn lichaam werd er inderdaad gevonden, gewurgd en met een snijwond aan zijn nek.
- Lorenzo Paolucci (13) verdween op 7 augustus 1993 uit zijn huis. Bij een grote zoektocht naar de jongen, hielp Chiatti als vrijwilliger mee. Toen Paolucci werd gevonden, leidde het bloedspoor naar het huis van Chiatti, in wiens huis nog meer bloedsporen gevonden werden.